# 연극의 역사
연극의 역사에서는 동양 및 서양 연극의 흐름을 다룬다.

## 고전극

### 동양
동양의 고전극을 말할 때 그 범위와 대상은 우선 중국·한국·일본·인도·동남아시아의 여러 지역 안에 있어서의 고유한 전통극을 말한다. 그 발전은 종교적으로 상호 공통적인 밀접한 관계를 갖고 있는 불교·유교의 사상과, 지리적·자연적 조건에 의한 특수한 그들의 샤머니즘 신앙이 동화하여 그 형식과 내용을 규정하고 있다.
중국은 공자를 중심으로 한 유가의 사상으로 동서문화를 지배하고 있으며, 인도는 불교국으로서 아시아 전지역에 걸쳐 문화적으로 군림하고 있다. 한국과 일본문화의 저류에도 이들 불교사상과 유교사상이, 그리고 남방 여러 섬나라 국가인 자바와 발리에서도 인도의 문화권으로서, 힌두교·불교의 영향을 많이 받고, 그들 원시적인 제례와 동화되어 있다. 그러나 이들 여러 민족들의 연극은 그들의 재능에 따라 실로 다종다양한 형태와 동작으로 구상화되어 있다.
한 가지 공통점은 서양연극과는 달리 그 극적 주제를 개별적인 인간성의 탐구에 두지 않고, 전체적·종합적·우주적 상징성에 이를 두고 있다는 점이다. 이 점은 동양의 고전극이 서구연극에 비하여 오늘날 부진한 상태의 한 원인도 될 수 있겠으나, 한편 연극의 본원적인 의미를 전하고, 본질적인 요소의 환원이라는 관점에서 본다면 동양고전극의 장점이라고도 할 수 있다.
동양연극의 특징은 과백극(科白劇)으로 발전한 서구연극과는 달리, 무악(舞樂)과 마임으로 연결되고 있다는 점이다. 과백은 그의 부수물에 지나지 않으며, 무악과 마임은 상징적 형상화의 언어적 구실을 하게도 된다. 원래 무대의 사실성을 배제하고 있는 한 장면에서의 독무와 무언극, 혹은 반주의 북소리 하나라도, 그것을 아는 사람에겐 백마디의 대사보다 많은 의미를 전하게 된다.
상징과 암시로 시종하는 동양의 전통적인 고전극은, 대부분의 나라에서는 연기자의 개성과 성별까지도 무시되고 또 소멸되어 있다. 그러므로 동양고전극으로는 인도의 산스크리트 연극을 예외로 하고는 중국의 경극이나, 일본의 노오와 가부키, 그리고 한국의 탈춤에는 예로부터 여자의 출연을 볼 수 없음은 도덕적 관념에서라기보다 실질적으로도 구태여 여역(女役)을 여자가 할 필요성을 느끼지 아니하였던 것이다.
배우란 한 인간으로 가화(假化)된 영적 존재이다. 때문에 동양에 있어서의 배우의 훈련이란 대개 어느 나라를 막론하고 초인적인 기량과 천변만화의 능력을 구사할 수 있어야 한다. 중국 경극 중의 무기와 인도 카타칼리 무용극은 그 대표적인 예이다. 특히 동남아 각국에 있어서의 고전극의 하나로 대표되는 영희(影戱) 및 인형극 같은 것은 인간의 육중한 몸짓 대신 신비와 마력에 가까운 인형놀이로써 형이상적 연극의 이상형을 이룬 것이라 일러 온다.

#### 중국의 고전극
중국 고전극의 전통은 <시경>에서 보이는 민간의 계절적 오락과 종교적 제례 및 공자 이후 유학의 예학사상에 기초하고 있다. 진대(秦代)에는 각저희라고 하는 무악형식의 가무희(歌舞戱)가 있었고, 이것이 당대(唐代)의 대면(大面)·발두희(撥頭戱) 등으로 계승된다. 그러나 본격적인 극문학이 싹튼 것은 원대(元代)에 와서의 원곡(元曲：北曲)이다. 이는 다시 16세기 초 명나라 중기에 있어서의 희문(戱文：南曲)과 19세기 청말(淸末)까지의 곤곡(崑曲) 및 피황(皮黃), 즉 경극(京劇)으로 이어진다. 이는 말할 것도 없이 그들 국극(國劇)을 대표하는 고전극으로서, 소위 그들이 화극(話劇)으로 명명하는 신극과 대립·발전하여 오고 있다.

#### 한국의 고전극
삼국의 가무는 중국의 수·당대에 그곳에 소개되었고, 특히 고구려의 가무는 수의 7부악(七部樂), 당의 10부악(十部樂)에 들 만큼 매우 우수한 것이었다고 생각된다. 그 내용은 불명하나 호선무(胡旋舞)와 지서가무(芝栖歌舞) 등의 이름이 전하고 있으며, 또 이백의 시에도 고구려 가무의 신운(神韻) 넘치는 무태(舞態)를 엿보게 하는 구절이 있다. 그러나 수·당에 소개된 이들 삼국의 가무가 궁중가무인지의 여부는 알 길이 없다.
한국의 궁중가무는 고려조에 정립되고, 조선조에 발전하였다고 말할 수 있다. 고려의 궁중 가무에는 헌선도무·수연장무·오양선·포구락·연화대무 등의 당악정재(唐樂呈才)와, 무고·동동무·무애무 등의 속악정재가 있었다. 조선조에 들어와서는 전기 고려의 헌선도 이하 5종의 당악에 더하여 금척(金尺)·수보록·근천정(覲天庭)·수명명(受明命)·하황은(荷皇恩)·하성명(賀聖明)·성택(聖澤)·육화대(六花隊)·곡파(曲破) 등이 제정되고, 향악정재로서는 보태평(保太平)·정대업(定大業)·봉래의·아박(牙拍)·향발·무고·학무·학연화대처용무합설(鶴蓮花臺處容舞合說)·교방가요(敎坊歌謠)·문덕곡(文德曲)이 있어오다가 왕조 말엽인 순조조에 이르러 초무(初舞)·첨수무(尖袖舞)·광수무(廣袖舞)·공막무(公莫舞)·가인전목단·보상무·춘앵전·장생보연지무·망선문(望仙門)·경풍도(慶豊圖)·만수무·헌천화(獻天花)·춘대옥촉·영지무(影池舞)·박접무(撲蝶舞)·침향무(沈香舞)·춘광호(春光好)·향령무(響鈴舞)·제수창(帝壽昌)·첩승무(疊勝舞)·최화무(催花舞)·연백복지무(演百福之舞)·무산향(舞山香)·항장무 등 대량의 신작가무가 나타났다. 그러나 이 가운데에서 현재까지 전하고 있는 것은 장생보연지무·연백복지무·포구락·춘앵전·처용무 등 극소수에 불과하다.
당악정재는 원래 당대의 기무악이지만 송대(宋代)의 음악도 일괄하여 그렇게 부른 것이며, 속악(俗樂) 내지 향악은 한국 고유의 것을 말한 것이다. 그러나 향악이라 할지라도 그 원류(源流)는 대륙에 있는 경우도 있으며, 그것이 토착화한 데 불과한 것도 없지 않다. 궁중가무 중 당악정재는 대개 국태민안(國泰民安)과 왕실의 번영을 기원 내지 찬양하는 취향에서 연출되었으며, 연출시기는 국혼(國婚)이나 왕족의 탄신·수연(壽宴) 기타의 경사일이며, 세모와 정초에 베풀어지기도 하였다. 구성요소는 대체로 악사(樂師)·무기(舞妓)·창사(唱師)·가기(歌妓)와, 의장(儀仗)을 비롯한 각종 소도구로 되어 있다. 내용은 물론 무용과 음악이 주된 것이며, 약간의 연극성을 지니고 있어 일종의 가무극(歌舞劇)이라고 볼 수 있다. 음악면에서 볼 때 구호(口號)와 치어(致語), 그리고 창사(唱詞)의 구별이 있는바, 구호와 치어는 송사(頌辭)로서, 구호는 한시(漢詩), 치어는 병려문(騈儷文)인 것이 보통이다. 창사(唱詞)는 대개 국한문체의 노래이지만, 한시에 토를 단 정도에 불과하지 않다.
향악정재 역시 송축(頌祝)의 성격을 지닌 것으로, 다만 당악정재보다 화려하고 오락성이 짙다고 말할 수 있으며, 구성요소도 당악정재와 대동소이하다. 다만 음악면에 있어서는 당악정재에 있는 구호나 치어가 없고 창사만이 있으며, 그 창사는 한문투의 것도 있으나 순수 문학의 노래인 경우가 많다. 예를 들어 봉래의(鳳來儀)에서 용비어천가를, 아박(牙拍)에서 동동가를, 무고에서 정읍사를, 그리고 학연화대처용무합설에서 처용가와 정과정곡을 부르는 따위이다.
현재 고려·조선 양조에 걸쳐 장구한 세월동안 연행되어 온 궁중가무극이 대부분 자취를 감추었을 뿐 아니라, 그 진상을 파악·이해할 수 있는 자료가 충분하지 못한 것은 매우 유감이다. 무희(舞戱)의 대강의 내용과 진행과정은 <악학궤범> 등에서 규찰(糾察)될 수 있으나, 구호와 치어의 창출법(唱出法)이나, 창사의 가락 같은 것에 관해서는 근거가 될 만한 별다른 자료가 없다. 궁중 가무극은 전술한 바와 같이 춤과 노래로 엮어진 것이지만, 가사내용과 그에 따른 무용과의 유기적 관계는 대체적으로 말하여 미약하다. 이것은 연극적인 측면에서 볼 때 극적 요소가 희박하다는 것을 의미한다. 그러나 연극성이 전연 무시되고 있는 것은 물론 아니며, 저마다 다소의 극적요소를 지니고 있다. 가령 처용무 같은 것을 보면 그 창사인 처용가의 구나적(驅儺的) 내용을 반영시켜, 악귀를 외방(外方)으로 멀리 몰아내는 동작임을 쉽게 간취할 수 있다. 또 항장무는 검무의 일종이지만 초한시(楚漢時)의 항우와 유방의 홍문연 고사(鴻門宴故事)를 그대로 연출하는 것이어서 그것은 완연한 무용극이었다. 궁중 가무극의 연극적 빈약성은 유연표일한 무자(舞恣)와 청아한 악성(樂聲)에 치중한 그 성격상의 소치라고 생각된다.

#### 일본의 고전극
일본의 고전극으로 대표되는 것은 노오(能)와 교겐(狂言)·가부키·조루리 등이다. 노는 13세기 말에 성립된 상류계급의 오락에 공(供)하였던 일종의 가면극이었으며, 교겐은 그 형태면에서는 비슷하나 코믹과 풍자로 된 촌극으로서 노와 함께 연출된다. 가부키는 17세기 초에 원래는 무녀에서 출발하여, 그 후 대중오락으로 각광을 받고 있다. 조루리 역시 가부키와 함께 고도의 기술과 섬세한 기법으로 조종되는 인형극 중에서 최상의 형식이다.

#### 인도의 고전극
인도의 산스크리트 연극은 그들 고전문화의 정화(精華)라 일컬어지는 것으로서 일찍부터(2-3세기경) 서구 양식의 극문학을 갖고 발전해 오고 있다. 이러한 그들의 극문학은 상류계급인 바라문 계급에 의하여 발달하고, 특수한 언어와 꿈으로 엮어진 그들의 연극은 무대라는 하나의 제약성을 도외시하고 있다.

#### 동남아시아의 고전극
남방 제도 국가인 자바, 발리 섬의 가면극과 영희(影戱) 및 인형극도 결국 그들의 고전극으로서 정리됨에 있어서는 무엇보다도 인도 고전 산스크리트 연극의 영향이 컸었다.

### 서양
서양연극사의 시대구분을 보면, 고대극·중세극·근세극·근대극·현대극으로 세분하기도 하고, 고전극·근대극·현대극으로 대별(大別)하기도 한다. 후자는 고전극과 근대극을 뚜렷이 대구별하는 구분법이다.
근대극의 '근대'는 'moderne'의 역어(譯語)로서, 'moderne'이라는 말에에 '신시대'라는 뜻이 포함되어 있는 것이다. 따라서 서양 연극사를 고전극·현대극으로 2분하는 경우 근대극은 현대극에 포괄되어야 할 것 같지만, 19세기 후반으로부터 20세기 초에 걸쳐 자연주의를 핵으로 하였던 근대극도 이제는 이미 이끼가 끼었음에 틀림이 없다. 그리고 그것은 반(反)리얼·실존·부조리·반(反)연극의 현대극과는 뚜렷이 구별되어야 하겠기에 근대극도 고전극으로 볼 수 있다.

#### 고대
연극을 인간활동과의 관계에서 보면 비극의 형태에는 운명비극·성격비극·환경비극의 세 가지가 있다. 운명비극은 주인공이 신(神)과, 성격비극은 주인공이 자신과, 환경비극은 주인공이 환경과 대결하는 비극이다. 운명비극은 그리스극이 대표하고, 성격비극은 근대극이 개발하였으며, 환경비극은 근대극의 특징이다.
그리스의 비극은 거의 모두 주인공이 신과 대결하는 운명비극이지만, 극시인에 따라 각각 특색이 나타나 있다. 아이스킬로스는 신을 그렸고, 소포클레스는 인간의 형체를 가진 이상을 그렸고, 에우리피데스는 진실의 인간을 그렸다.
그리스극이 비극 우위인 것과는 대조적으로 로마극은 희극 우위였다. 그러므로 세네카의 비극작품은 상연할 기회도 못가졌고, 플라우투스나 테렌티우스의 희극이 판을 쳤다. 그러나 이 두 희극작가의 작품도 대개가 그리스의 희극시인 아리스토파네스나 메난드로스의 작품의 번역 내지 번안에 불과한 것이어서 높이 평가할 것이 못된다. 다만 로마극은 그리스의 고전을 르네상스기에 되살려주는 교량적 역할을 하였다. 그리고 근세 최대의 희극 작가 몰리에르가 로마희극에 힘입은 바 많았음도 사실이다.
- 고대 그리스 연극
- 고대 로마 연극

#### 중세
중세에 들어서면서 그리스·로마의 전통연극은 일단 중지되고 이른바 암흑시대를 이루지만, 여기에 세 가지의 새로운 연극형태, 즉 성사극(聖史劇)·소극(笑劇)·도덕극이 나타났다. 그러나 이것들은 르네상스기에 이르러 그 전통이 끊어지고, 소극만이 오늘날에도 명맥을 유지하고 있다.
- 서양 중세 연극

#### 르네상스기
중세의 암흑을 뚫고 근세의 여명을 재촉하는 르네상스 운동이 이탈리아에서 시작되어, 프랑스·스페인 등 로망계(Roman系)는 물론이요 인접한 여러 나라에도 파급되어 15세기 후반에서 17세기 말에 이르는 2세기 반 동안은 유럽 전체에 문예부흥·종교개혁·인문주의의 풍조로 인한 변혁과 격동의 시기를 초래하였다. 이것이 유럽의 역사상 유례없는 전환기인 르네상스 시대이다.
연극사로 보면 영국의 엘리자베스 왕조 연극의 현란한 폭발과 셰익스피어의 출현, 베가·몰리나·칼데론 등으로 '황금세기'를 이룩한 에스파냐의 연극, 코르네유·라신·몰리에르를 배출한 17세기 프랑스의 연극이 거의 때를 같이하여 성관(盛觀)을 이룬 시기이다. 30년 전쟁의 후유(後遺)로 다른 나라에 비하여 약 1세기 늦어진 독일에 있어서 진정한 인문주의 운동은 괴테와 실러에 의해 전개되었다.
- 르네상스 연극
- 영국 엘리자베스 왕조 연극
- 프랑스 연극#고전극

#### 근대
유럽에 있어서 18세기는 영국의 명예혁명에 이어 프랑스 혁명이 성공하여, 신흥 시민계급이 귀족계급에 대체하여 정치·경제의 전면에 진출한 세기이다. 시민계급이 경제사회와 정치분야에서 점차 중요성을 띠게 됨에 따라서, 의식·무의식간에 연극의 주인공으로 시민이 등장하게 된 것은 당연한 일이다. 이리하여 18세기의 연극사에 있어서 주되는 사건은 시민극의 탄생이다. 시민극의 특징은 종래의 운문(韻文)을 대신하여 산문으로 쓰여진 것, 그리고 주인공은 언제나 중산계급의 소시민인 것 등이다.
19세기 초에 대두한 낭만주의 연극은 고전주의 연극에 대한 일종의 반동이라고 하겠다. 그들의 특징은 형식과 질서에 구애되지 않은 자유로운 삶의 무한한 유동에 맡겨 분방한 감정을 표출하는 것이며, 현실을 있는 그대로 재현하는 것이 아니라 있을 수 있는 가능의 세계에까지 상상력을 확대해 가는 것이다. 그러나 낭만주의 연극은 19세기 후반에 들어와서는 현실적·사실적인 자연주의의 기치를 들고 대두한 근대극 운동에 의하여 자연 쇠퇴하고 말았다.
근대극은 한마디로 말하면 인간이 환경과 대결한 비극이다. 19세기 후반 유럽의 사회환경은 자본주의의 성숙에 따라 세기말적 경향이 짙어가고, 사회의 불안과 인간의 불행이 오로지 이 환경의 부조리에서 온다는 점에 착안하여 거기 숨은 문제점들을 파헤쳐내자는 것이 근대극의 초점이었다. 돌이켜 보면 서양의 고전연극은 시대를 따라 내용과 형식에 다름은 있으나, 한결같이 인간성의 영원한 체계를 추출하려는 작업에 이바지한 문화재들이다.
- 시민극
- 낭만주의 연극
- 서양 근대 연극

## 현대극
근대극 이후부터 오늘에 이르는 연극을 우리는 현대 연극이라고 부른다.
근대극이란 서구의 소시민 사회의 형성과 더불어 시작되어, 1860년과 70년대에 입센의 사실주의 연극을 정점으로 연극계를 지배한 흐름이다. 그러나 제1차 세계대전을 계기로 이 근대극 조류에 대한 거센 반항이 보이기 시작했으며, 특히 제2차 세계대전 이후부터는 세계의 극계가 견고하게 구축되었던 사실주의 연극으로부터 과감히 이탈 내지는 항거하는 추세를 보이기 시작하였다.
사실주의 연극이란 무대는 인생 그 자체의 표현이며, 상자형(箱子型) 무대에서 공연되어야 한다는 철칙을 지켜왔다. 관객은 네모진 방 속에서 생활하고 있는 사람들의 모습을 그 중 한쪽 벽을 몰래 걷어 올리고 보고 있는 것이라는 이른바 제4면벽(第四面壁) 이론을 믿어 왔었다. 무대의 연기자들은 관객이 제거된 한쪽 벽을 통해 보고 있다는 사실을 의식하지 않고 일상생활 그대로를 하고 있어야만 한다는 생각이 지배적이었다. 사실주의 연극은 대사 내지 회화를 중심으로 한 연극이었다. 인간의 감정과 의사를 표현하는 가장 중요한 수단을 말(言語)이라고 생각한 것이 사실주의 연극이었다. 뿐만 아니라, 모든 사건은 질서정연한 논리에 입각해서 진행되었다.
이러한 몇 가지 사실에 대해 그 근본부터 부정하고자 하는 새로운 움직임이 곧 현대극이라고 보아도 무방하다. 내적 자아가 유달리 강력한 작자는 인생을 흡사 사진을 찍듯이 무대에 나타내는 사실주의 연극에 반발하여, 과장과 전도(轉倒)의 수법으로 무대에 표현하고자 시도하였다. 스트린드베리에서 시작된 이 표현주의 운동은 독일의 이른바 '표현주의'를 형성케 하였으며 뒤에 미국의 라이스와 오닐에 이르러 표현주의 연극은 극계에 많은 영향을 미쳤다.
또 독일 작가 브레히트가 1930년대에 이미 그 이론을 완성한 소위 서사극(敍事劇)은 무대가 인생 그 자체라는 사실주의 연극에 반발하여, 무대는 일상생활에서 일어날지도 모르는 어떤 사건의 가능성을 시범(demonstration)할 뿐이라는 주장을 하여 많은 추종자를 낳게 하였다. 이들은 연극이 극한 상황에 처해 있는 어떤 인간의 특수한 사건을 보일 것이 아니라, 시간과 공간의 폭을 넓혀 긴 시일 그리고 다양한 장소를 제공하여, 관객이 특수한 사건에 동화되지 않고 냉정하게 판단을 하는 것이어야 한다고 주장했다. 관객은 시작부터 끝까지 인생을 보러 온 것이 아니라 연극을 보러 왔다는 점을 명심하여야 하며, 어디까지나 냉철한 이성으로 대하되 감정적인 반응을 보여서는 안 된다는 것이다.
2차대전 후에는 전통적인 가치관이 무너지고, 인간관이 흔들리기 시작하여, 이것이 곧 연극에도 영향을 주었으며 부조리 연극(不條理演劇：theatre of absurd)을 낳게 하였다. 사회는 물론, 인간의 사고·행위가 부조리한 모습을 띠게 되었기 때문이다. 이오네스코, 베케트가 그 대표적인 작가라고 할 수 있다.
현대연극에 있어 가장 극단적인 연극운동의 하나는 전체연극(全體演劇)이라고 볼 수 있다. 종래의 연극에서는 희곡 즉 문학이 연극의 중심을 이루어 왔었다. 연극을 종합예술이라고 하면서도, 결국 모든 예술 요소가 희곡 문학을 무대에 펼쳐 놓기 위해 종속적 역할밖에는 할 수 없었다. 그러나 연극의 발생과정을 보면 연극의 특징은 문학에서 시작된 것은 아니다. 약동하는 감정, 강력한 욕망이 자연발생적으로 폭발해서 생긴 것이 연극이었다. 이 운동의 주창자였던 아르토는, 우선 텍스트(text；희곡작품)를 불사르라는 슬로건을 내세웠다. 연극은 그 본연의 목적으로 돌아가야 한다는 것이다. 연극은 관객들에게 오락을 주고 아름다운 이야기를 해야만 하는 것은 아니다. 그것은 이미 텔레비전이나 영화에서 더 잘하고 있다.
이러한 경향 이외에도 관객석과 무대의 차이를 거부하여, 보다 적극적으로 관객의 참여를 촉구하는 환경극장(環境劇場), 고정무대를 거부하고, 한국의 민속·가면극을 연상케 하는 게릴라 극장 등 수많은 실험적 연극이 오히려 오늘날의 연극을 어지럽게 하고 있다.
현대극이란 다시 말하면 현대를 사는 인간들에게 알맞은 연극을 말한다. 현대의 인간이란 과거의 그 어떤 인간들보다도 혼돈된 상황에서 살고 있다. 질서며 전통적인 가치관, 그리고 논리는 찾아볼래야 찾아볼 수 없는 것이 오늘날의 사회이다. 따라서 전통적인 가치관과 논리의 산물인 사실주의 연극은 더 이상 우리들에게 감명을 주지 못한다. 현대연극은 복잡하며, 분화 과정에 있다. 오늘날을 대변하는 뚜렷한 연극이, 하나의 이즘으로서 형성되기에는 아직도 시간이 필요하다.

### 동유럽의 현대극

#### 오스트리아의 현대극
오스트리아에서는 전통적인 작극술을 밟은 호흐발더가 장로(長老)인 메르, 쵸콜의 뒤를 이어 전후에 등장하였으며, 이어 프우바아레크, 츠자네크, 큐넬트, 베티, 라팔트 등이 활약했다. 도발적인 <관객을 욕한다>의 작가 한트케는 비트적인 신풍(新風)으로 독일에도 진출했다.

#### 러시아의 현대극
--

#### 폴란드의 현대극
폴란드의 현대극은 1863년의 폭동이 실패로 끝난 뒤, 바르샤바의 지성인과 문인들이 중심이 된 '영 폴란드'(Young Poland) 운동의 일환으로 획기적인 발전을 이룩했다. 이 운동은 1890년에서 1914년까지 절정에 이르러, 모든 예술의 꽃을 피움으로써 폴란드 문화사에 가장 빛나는 시대를 가져왔다. 이 기간 중에 연극의 일반적인 경향은 사회와 인간심리를 탐구한 가브리엘라 자폴스카(Gabriela Zapolska, 1860-1921), 타데우시 리트네르(Tadeusz Rittner, 1873-1921), 브워지미에시 페르진스키(Włodzimierz Perzyński, 1878-1930) 등의 사실주의·자연주의 연극과, 19세기 낭만파의 상징주의 및 실험적인 연극이었다. 후자의 대표적인 인물은 시인이며 화가인 스타니스와프 비스피안스키였다.
제1차 세계대전이 끝나고 폴란드가 독립한 뒤, 연극은 자유로운 발전을 할 수 있었다. 폴란드 도처에 극장이 건립되기 시작해 바르샤바 제1의 '폴리스 극장'이 개장(1913)됐고, 여기서 버나드 쇼의 <사과 수레(The Apple Cart)>가 세계 초연되었다. 그 밖에 주목할 극장은 '레두타'(1919), '아테네움'(아방가르드 극장으로 유명), '보구슬라브스키 극장' 등인데, 특히 보구슬라브스키 극장장이며 명연출가인 레온 실러(Leon Schiller, 1887-1954)는 고든 크레이그의 제자로서 폴란드 현대 연극운동을 일으켰다.
한편 극작가들은 이제까지의 폴란드의 문제만을 다루던 국한된 범위를 벗어나, 현대 유럽 연극의 큰 조류에 가담하려고 했으며, 이러한 현상이 잘 반영된 것이 1920년대와 1930년대의 희곡이었다. 그 대표적인 작가는 야로스와프 이바슈키에비치(Jarosław Iwaszkiewicz, 1894-1980)와 예지 샤니아프스키(Jerzy Szaniawski, 1886-1970)인데 전자는 19세기 예술가인 쇼팽과 상드, 푸시킨, 발자크를 주제로 한 작품들을 남겼으며, 후자는 주로 희극으로 뛰어났다. 또한 이 시기에 빠뜨릴 수 없는 작가로는 자기 시대보다 앞서 있어 정당한 평가를 받지 못했던 비키이비치이다. 그는 양차대전 사이의 연극과 1956년 이후의 부조리 연극을 연결해 주는 선구적 전위작가였다.
제2차 세계대전이 종결되고 공산 정권이 수립된 이후 폴란드 연극은 3기로 나누어 몇 개의 뚜렷한 조류로 구분된다.
그 첫기간은 대략 1945년에서 1949년까지로, 폭격으로 잿더미가 된 극장을 복구하고 살아 남은 연극인들이 많은 극단을 조직하던 시기이다. 당시 극작가들은 주로 전쟁의 참화와 국내의 새로운 사회·정치적 상황을 다루었는데, 예지 자니아브스키의 <두 개의 연극>(1946)과 예지 자구르스키(Jerzy Zagórski, 1907-1984) 및 예지 안제예프스키(Jerzy Andrzejewski, 1909-1983) 합작인 정치희극 <빈켈리이드의 날>(1946)이 대표작이었다. 이 희극은 어느 의미에선 현대 폴란드 문학에서 집요하게 문제가 되고 있는 낭만적 가치 및 과거의 이상과 리얼리즘 내지 프래그머티즘을 내세우는 신실증주의(新實證主義)간의 갈등에서 비롯되었다고 볼 수 있다.
다음 시기는 1949년에서 1956년까지로서, 사회주의 리얼리즘을 폴란드에 이식하기 위해 문학에 통제를 가함으로써 연극은 질식상태에 빠졌다. 따라서 연극은 정해진 패턴을 따르는 도식적인 것이 되거나, 아니면 의식적으로 현실문제를 피하거나 역사를 빌어 간접적으로 표현했다. 이 기간에 나온 대표작이 크루츠코브스키(Leon Kruczkowski, 1900-1962)의 <독일인>(1949)으로, 안제예프스키의 소설 <재(灰)와 다이아몬드>, 므로제크의 희곡들, 양 코트(Jan Kott)의 <우리의 동시대인 셰익스피어>가 나오기까지 서방 세계에 가장 잘 알려진 작품이 되었다.
제3기는 1956년의 '해빙'에서 1966년의 봉기까지로, 모든 예술이 상당한 자유를 누리던 시기이다. 이 시기에 극장수는 백개가 넘었다. 그 중에 드라마틱극장·현대극장·루도비극장이 유명하다. 작품은 권력의 본질과, 개인과 사회 역사와의 관계를 분석하는 것이 주였지만, 보다 더 주목할 만한 사실은 젊은 작가들에 의한 개혁과 실험이었다. 그들의 전위적인 활동은 이오네스코, 베케트, 핀터가 폴란드에서 공연됨으로써 적지 않은 영향을 받아, 그러한 연극을 발전시키려는 노력이 일어났을 뿐만 아니라, 그들의 선구자인 비키이비치를 재발견하게 되었다. 오래 망각된 그에 대한 연구가 활발해짐은 물론, 그에게 영향을 받은 곰브로비츠(Witold Gombrowicz, 1904-?)와 그 두 사람을 계승한 로제비치와 므로제크는 다같이 세계적인 명성을 얻은 폴란드 최고의 작가가 되었다. <경찰>(1958) <스트립쇼>(1961) <탱고(Tango)>(1965) 등의 주요 작품에서 므로제크는 자기가 선택한 세계에서 벗어날 수 없는 인간의 가망없는 상황을 묘사하는 반면, 로제비치는 <카드 인덱스(The Card-Index)>(1960) <증언>(1962)에서 이상(理想)의 시와 평범한 인도주의는 발붙일 곳이 없고, 도덕적인 책임을 회피하려 하는 오늘의 세계에서의 정신의 파탄을 개탄하고 있다.
그 밖에 50년대와 60년대에 활약하고 있는 작가로는 헤르베르트(Zbigniew Herbert, 1924- ), 그로초비아크(Stanisław Grochowiak, 1934- )가 있다. 헤르베르트의 <철학자의 동굴>(1956)은 영역(英譯)되기도 하였다. 그리고 연출 분야에서 세계적인 주목의 대상이며 광범위한 영향력을 미치고 있는 연출자가 그로토브스키(Jerzy Grotowski)이다. 그는 폴란드에서 가장 실험적인 극단인 '폴란드 실험극단'을 창설하여, 이제까지의 연극미학을 혁명적으로 부정하고, 소위 '가난한 연극'이라는 새로운 연극론과 연출법으로 연극의 본질을 탐구하고 연극에 새로운 생명을 불어 넣고 있다. 그의 극단은 유럽과 미국을 순회하여 그곳 연극계를 놀라게 한 바 있다. 폴란드는 인형극과 아동극에 있어서도 독자적인 발전을 보이고 있다.
냉전시대의 서방국가들과 동유럽간의 정치적인 긴장은 오히려 저마다 자기 나라의 문화에 대한 지식을 확장시킬 수 있는 계기가 되었으며, 그 결과로 오늘날 폴란드의 연극은 일찍이 볼 수 없는 영향력과 존경을 누리고 있다. 이제 해가 갈수록 폴란드 연극의 특이성, 서방연극에서 받은 부채와 그로부터 자립할 수 있는 정도가 점점 명확해지고 있으며, 한편 60년대의 로제비치와 므로제크 이후 폴란드 연극이 추구하고 있는 과정과 아울러 유럽에서 가장 흥미 있는 연극과 극문학을 발전시킨 과거의 폴란드 연극이 근자의 많은 번역과 문화 교류를 통해 밝혀지고 있다.

#### 체코의 현대극
제1차 세계대전이 끝나고, 1918년 자유 체코정부가 수립되면서 다른 분야보다 뒤떨어졌던 체코 연극은 발전을 보기 시작했다. 새로운 극장들이 생기고, 연출과 공연술이 높은 수준으로 향상되어, 젊은 전위적인 작가들의 작품을 미학적으로나 양식적으로 손색없이 공연할 수 있게 되었다. 한편 전시대의 연극 가운데 상징주의 경향은 리얼리즘이나 자연주의보다 강했다. 스라메크(Fráňa Šrámek, 1877-1952)의 희곡은 서정성으로 뛰어났는데, 특히 <여름>의 주제는 투르게네프와 베데킨트의 영향을 받았다.
1918년 이후 체코연극에 영향을 미친 새로운 조류는 독일의 표현주의로서, 차페크 형제의 유명한 <R.U.R> <곤충희극>이 나왔다. 그들은 현대문명의 파괴적인 힘에 대해 경고를 내리고, 인류의 끝없는 야망에 적절한 한계를 가질 것을 요구했다. 차페크 이외의 최고작가로는 프란티셰크 란게르로서 정교한 극적 구성으로 유명했다. 그의 작품은 버나드 쇼와 영국의 풍속희극을 느끼게 하는 계열과 표현주의 계열로 나뉜다. 전자에는 희극 <바늘 구멍으로 들어가는 낙타>(1923), 후자에는 <교외>(1925)가 대표적이다. 한편 러시아의 영향하에 노동계급의 사회주의 연극운동이 일어나기도 하였다.
1930년대에 들어와서 체코연극은 급속한 쇠퇴를 보였다. 20년대의 작가들이 무대를 여전히 지배했지만, 이미 지적으로나 테크닉 면에서 쇠퇴했었다. 제2차 세계대전, 독일의 점령, 전후 스탈린 시대는 연극을 궁지로 몰아 넣었고, 새로운 작가의 출현을 불가능하게 했다. 특히 1948년 이후 러시아의 사회주의 리얼리즘은 치명적인 장애가 되었다.
1956년 이후 검열이 완화되면서 몇몇 젊은 작가들이 등장했는데, 그 가운데 토폴과 하벨이 가장 유망하다. 토폴의 <시로브타이드의 끝>(The End of Shrovetide)(1963)은 종래의 리얼리즘에서 떠나 체코의 민족의식을 양식화시켰다. 하벨은 이오네스코처럼 언어와 커뮤니케이션에 관심을 가지며, 므로제크처럼 공산주의 관료계급의 의미없는 슬로건에 위협받는 언어의 운명을 다루고 있다. <가든 파티>(1963) <비망록>(1965)이 있다.
체코의 극장은 국립극장을 위시해서 전체적으로 매우 우수한 시설을 갖추고 있고, 특히 스보보다의 무대장치에서 괄목할 발전을 보이고 있다. 인형극과 아동극이 성하며, 젊은 연기자들이 운영하는 소극장운동이 매우 활발하다.

#### 헝가리의 현대극
헝가리의 현대극은 19세기경에 시작된다. 1837년에 최초의 영구 극장이 개관하고, 이 극장은 40년에 정부의 보조를 받아 국립극장이 되었다. 극장장인 지글리게티(Ede Szigligeti, 1814-1878)는 극작가로 수백 편의 희곡을 썼으며, 헝가리 국민극과 뮤지컬 코미디의 창시자였다. 1860년대 초에 수많은 극작가의 등장과 더불어 두 번째 헝가리어 극장인 국민극장이 세워지고 1864년에는 최초의 연극학교가 개교했다. 헝가리 오페라하우스가 설립된 것은 1884년이었다.
20세기로 들어서면서 많은 새로운 극장이 부다페스트에 세워졌고, 브로디(Sándor Bródy, 1863-1924), 라코시(1842-1929) 등 새로운 작가들을 배출했다. 브로디는 현대 부르주아 연극을 처음으로 시도한 작가였다.
제1차 세계대전이 발발하기 전 헝가리 극문학에는 두 개의 뚜렷한 조류가 형성되었는데, 하나는 모리츠(Zsigmond Móricz, 1879-1942)에 의한 헝가리의 도시와 지방을 묘사하는 것이고, 또 하나는 몰나르와 헤르체그(Ferenc Herczeg, 1863-1954)의 보다 세계적이고 세련된 주제를 다루는 것이었다. 이 두 사람은 세계적으로 알려진 20세기 헝가리의 대표적인 작가인데, 몰나르의 <릴리옴(Liliom)>(1909)은 로저스-해머시타인에 의해 뮤지컬화됐다.
제1차 세계대전이 끝나자 경제공황이 닥치고 연극은 쇠퇴했다. 그런 가운데서도 우수한 배우들이 속출하고 헬타이(Heltai Jenő, 1871-1957), 일례스, 비로(1880-1948?), 코도라뉘(1899-?), 네메트 라슬로 등이 등장, 50년대와 60년대까지 큰 활약을 했다. 1949년에 극장이 국유화되었으며, 극예술이 전국적으로 확대되어 각처에 국립극장과 연극센터가 설립되었다. 이에 따라 관객의 수가 급증하였고, 배우는 영구히 생계를 보장받게 되었다. 극예술 아카데미(1957)와 연극연구소의 설립은 극계에 자극을 주었다. 새로운 작가로는 메스테르하지(Mesterházi Lajos, 1916- ), 다르바스(1912- ), 후베이 미클로스(Hubay Miklós, 1918- ) 등이 있고, 최근에는 주르코 라슬로(Gyurkó László)가 주목을 받고 있는데 <나의 사랑 엘렉트라>(1968)가 있다.
헝가리에는 현재 직업극단을 제외하고, 약 3,000개의 아마추어 극단이 공장이나 지방단체의 보조를 받아 활동하고 있다.

#### 루마니아의 현대극
루마니아는 터키의 정치적인 지배와 슬라브 국가들과 국경을 접하고 있기 때문에, 통일된 국민문화를 발전시킨 것은 겨우 19세기부터였다. 새로 각성된 국민의식이 발전하면서 탄생한 것이 '연극협회'였으며, 이것은 뒤에 국립극장의 모체가 되었다. 초기 대표자의 한 사람이었던 알렉산드리(1821-1890)는 극작가로서 많은 작품을 새 극장에 제공했으며, 그와 동시대 작가였던 하스데우(1838-1907)는 루마니아 연극 사상 처음으로 사극을 썼다. 그 뒤를 이은 카라기알(Ion Luca Caragiale, 1853-1912)은 루마니아 최고의 극작가로서 부르주아 계급을 신랄히 풍자했다.
'연극협회'는 2년 뒤인 1854년에 국립 극장이 되었고, 1877년 국립 오페라와 국립 극장이 '루마니아 연극 연기협회'로 통일되는 한편, 국내 작가들을 격려하고 외국의 걸작들을 공연하였다. 기카의 연출로 셰익스피어의 많은 작품이 공연되어 파스칼리, 마노레스큐, 로마네스큐 등 훌륭한 배우를 배출했다. 한편 앙트완과 스타니슬라브스키의 연출법이 다발리스, 엘리아드에 의해 도입되기도 했다. 다발리스는 자연주의 연극을 루마니아에 도입했을 뿐만 아니라, 빅토르 위고식의 낭만 사극을 쓰기도 했다.
루마니아에 상징주의가 들어온 것은 에프티뮤(Victor Eftimiu, 1889-?)와 마니유(1891-?)에 의해서였는데, 이들은 메테를링크와 후기 입센의 스타일을 루마니아 민속에 결합시켰다.
금세기에 접어들면서 연극은 사회극과 사극이 지배했다. 사회극의 대표적인 작가는 로만(1853-1908)이었고, 사극은 델라브란체아(Barbu Ștefănescu Delavrancea, 1858-1918)였다. 2차 대전 후 공산정권이 수립되면서 사회주의 리얼리즘이 지배하다가 해빙이 되면서 극작가들은 다양한 실험으로 극적 표현의 길을 찾았다. 이 새로운 경향이 두드러진 최근의 예는 오프로이우의 현대 영화예술을 도입한 <나는 에펠탑이 아니다>(1964), 바랑가(Aurel Baranga)의 피란델로적인 <여론>(1967)이다. 공산정권의 수립은 연극을 선전 도구로 삼음으로써 36개의 지방 극장을 세웠고, 국립극장에는 부설로 시극장, 노동자극장, 군인극장, 청년극장, 아동극장, 유태인극장 등이 추가되었다.

#### 유고슬라비아의 현대극
유고의 연극은 역사가 오래되었고 전통이 길다. 그러나 유고의 풍부한 현대극을 올바르게 평가하자면 다음과 같은 사실을 염두에 두어야 한다. 1991년에 세르비아와 몬테네그로만이 유고 연방으로 남고 나머지는 독립하였다. 유고슬라비아는 주로 슬로베니아·크로아티아·세르비아 및 마케도니아로 구성된 다민족 국가로서, 1918년에 겨우 통합되었고, 1945년 헌법으로 6개 공화국으로 구성된 연방국가가 되었다. 유고 소수민족의 고대 연극 전통은 지정학적으로나 언어상으로 다양하게 발전해 왔기 때문에 유고는 다른 유럽 국가들처럼 단일한 연극문화 중심지가 없다는 것이다. 그러나 연극활동의 중심지가 언어의 단위에 따라 성장해 옴으로써, 현재의 세르비아 연극은 베오그라드와 노비사드, 크로아티아 연극은 자그레브와 두브로브니크, 슬로베니아는 류블랴나와 트리스테, 마케도니아는 스코플례와 비톨라로 정착이 되었고, 각 공화국은 2, 3개의 직업극단이나 실험 극단을 갖고 있다. 자그레브에 크로아티아 국립극장이 생긴 것은 1861년이고, 베오그라드의 세르비아 국립극장은 1869년, 류블랴나의 슬로베니아 국립극장은 1892년이다.
양차 세계대전 사이, 유고의 연극은 자금 부족에 엄격한 검열로 곤란을 겪는 가운데서도 연기와 공연의 수준은 상당히 향상되었고, 레퍼토리도 확대되어 버나드 쇼, 입센, 피란델로의 작품이 포함되었다.
당시의 국내 작가로 뛰어난 극작가는 포포비츠(Jovan Sterija Popović, 1806-56), 보이노비츠(Ivo Vojnović, 1857-1929), 누지케(Branislav Nušić 1864-1938), 캉카(Ivan Cankar, 1876-1918) 등이었다. 포포비츠는 풍자희극 <애국자>(1849)를 썼고, 그 뒤를 계승한 누지케의 <민중의 선량>(1896), <괴인물>(1887), <병자>(1936) 등의 풍속 희극은 유고 연극의 중요한 레퍼토리가 되었다. 캉카는 슬로바키아 현대문학 운동의 중심 인물로, 누지케와는 전혀 달리 논쟁적이고 이데올로기적인 <악한들>(1912), <베타이노비의 왕>(1902)등을 썼다. 보이노비치는 발랄한 지중해풍의 <듀브로브니크 3부작>(1902), <파라솔을 든 여인>(1912) 등의 작품이 있다. 연출로는 스튜피카와 가벨라가 활약했고, 스튜피카는 유고의 라인하르트라 불리었다.
1941년 독일의 침략으로 연극활동은 중단되었다가 해방과 더불어 극단들이 조직되어, 1949년에는 그 수가 66개가 되면서 각 지방 도시마다 활발한 연극 활동이 전개되었지만 역시 중심지는 베오그라드, 자그레브, 류블야나 정도였다. 이들은 자국의 우수한 작가가 드물기 때문에 주로 외국의 작품들을 공연했다.
제2차 세계대전 전에 유고에는 24개의 극장이 있었는데, 1962년에는 52개로 증가하여 120개의 아마추어 극장, 30개의 아동극장이 있다. 이들은 모두 정부의 보조를 받기 때문에 싼 요금으로 여러 계층의 관객들에게 연극을 즐길 수 있게 해 주고 있다. 그러나 정부의 간섭은 거의 볼 수 없다. 유고 연극의 중요 행사는 '듀브로브니크 예술제'로, 1950년부터 해마다 개최되며, 세계각국으로부터 극단·연극인이 참가하고 있다.
유고는 공산권 국가 중에서 실험극이 가장 왕성하여, 이오네스코, 베케트, 페터 바이스, 올비, 하벨 등의 전위적인 작가와 유고의 신인작가의 작품들이 공연되고 있다. 그 중 부라토비츠는 베케트의 <고도를 기다리며>를 개작하여 <고도가 왔다>(1966)를 발표해서 주목을 끌었다.
1950년대 이후 유고 연극의 레퍼토리의 다양성은 새로운 유고 사회가 지니고 있는 다이내미즘의 불가피한 결과라 하겠다. 이러한 다이내미즘은 두 세계대전 사이에 유고 정부가 가한 정치적·예술적 억압에 대한 반동이며, 또한 1948년 소련연방으로부터 탈퇴한 결과의 자연적인 현상이다. 그 탈퇴는 모든 예술 분야에 자유화를 촉진시켰던 것이다. 현대의 유고 작가들은 외국의 예술적 성과에 끊임없이 도전받음으로써 양식상의 변화를 겪고 있다. 그들은 신사실주의적인 르포에서 초현실주의적인 드라마에 이르기까지 여러 가지의 주제를 다루고 있으며, 그들의 새로운 연극은 의도적으로 논의를 추상화하고, 역사적인 마르크시즘과 실존적 변증법에 다 같이 영향을 받고 있는 것이다.

#### 불가리아의 연극
터키의 압정하(壓政下)에 있던 불가리아의 연극역사는 짧다. 터키 통치하의 고립시대가 지나고 바조프(Ivan Vazov, 1850-1921)가 나타나 다면적인 예술활동을 시작함과 동시에 불가리아의 극단은 유럽의 영향에 한층 민감하게 되었다. 그 결과 도덕극이나 애국적인 드라마가 진부하게 느껴지기 시작했다. 키리로프(1878-1936)의 <종달새>나 카리마(1872-1948)의 <잠을 깨다> 등은 입센의 영향을 받고 있다. 상징주의나 니체 철학의 윤리감도 하리스토프(Kiril Khristov, 1875-1944)의 비극에 나타나고 있다. 스트라시미로프(Anton Strashimirov, 1872-1937)는 전설을 제재로 하여 <성 이반 리르스키>라는 비극을 쓰는 한편 <보리아보의 결혼식>이라고 하는 전원희극(田園喜劇)을 비롯해 <라베카> <적교(吊橋)> <흡혈귀> 등의 작품을 남기고 있다. 프랑스의 상징주의와 안톤 체호프의 영향은 야보로프(Peio Yavorov<또는 Iavorov>, 1877-1914) 속에서 융합되었다. 그의 비극적인 사랑을 테마로 한 희곡 <비토샤 산의 산기슭에서>(1911)라는 작품에서는 그 시대의 사회에 대한 혐오가 스며나오고 있다. 그 밖에 <천둥이 칠때> <메아리치다> 등의 작품이 있다. 토도로프(Petko Todorov, 1879-1916)도 또한 상징극을 썼다. 그는 불가리아 고대의 민요나 전승(傳承)의 세계에 입센의 후년의 극에서 보이는 무드나 테크닉을 시도했다. <벽돌직인(職人)> <요정(妖精)> <용(龍)의 결혼> 등이 그 대표작이다.
제1차 세계대전이 끝나면서 불가리의 연극활동은 또다시 활발해졌다. 국립극단은 당초 배우인 사라호프(Sarafov)에 의해서 이끌어졌으나 나중에는 상징파의 시인 밀레프(Geo Milev, 1895-1925)가 이끌어 갔다. 그래서 많은 배우가 모스크바의 예술극단에서 배우고 레퍼토리도 모스크바의 것을 모방하게 되었다. 1925년 러시아의 배우 맛살리티노프(N. O. Massalitinov)가 소피아에 와서 국립극단과 부속학교의 지도를 담당했다. 그에 따라 러시아의 영향은 결정적인 것이 되었다.
2개의 대전 사이에 극작상의 유파(流派)로 된 것은 아무것도 없었다. 그러나 헤이도크 극(불가리아의 로빈 후드에 해당하는 영웅으로 터키의 압정에 반항함)과 국민적인 영웅을 그린 사극(史劇)의 인기는 계속되었다. 그와 함께 농민의 어리석음과 욕심은 요브코프(Yordan Yovkov, 1880?-1937)의 <백만장자>(1930)라는 작품 속에서 통렬하게 풍자되었고 코스토프(St. Costov)는 <금광(金鑛)>(1925) 등의 작품에서 도시의 부르주아 계급을 야유했다. 또한 미카일로프스키(Stoyan Mikhaylovski, 1856-1927)는 유머러스한 가정극을 가벼운 수법으로 그린 <신들이 웃을 때> <부부애(夫婦愛)의 비극> 등을 상연하고 있다.
1945년 이후의 불가리아의 극장은 크게 번영하여 배우·가수·인형조종자들이 각자의 극장을 가지게 되었다. 그러나 그들의 오리지널 각본은 탄생하지 않았다. Ｋ. 유리야노프와 라스테스베티노프(Asen Raztesvetinov, 1897-?)는 지금까지 성행한 헤이도크 극의 시추에이션을 나치즘에 저항하는 공산당원으로 바꾸어서 각본을 썼다. 그 밖의 프로파간다 극에는 지다로프(Kamen Zidarov)의 <황제의 자비>와 Ａ. 그리아스키의 <약속> 등이 있다. 1953년 스탈린이 죽은 뒤 소련의 압력이 누그러짐에 따라 한 공산당원이 공산당 안에서 중요한 위치를 차지해 가는 모양을 그린 지에노프의 <공포>같은 작품을 상연할 수가 있게 되었다.

### 남유럽의 현대극

#### 이탈리아의 현대극
남유럽, 즉 지중해 연안의 여러 나라의 연극은 우선 이탈리아로부터 시작해야 할 것이다. 17세기 후반의 이탈리아는 거의 프랑스 연극의 추종에 전렴하여, 독자적인 연극활동에는 볼 만한 것이 없었고, 한편, 국가적 통일이 겨우 실현되었음에도 불구하고 정부의 보조를 받는 상설 극단은 존재하지 않는다. 이와 같은 침체를 깨고, 시인 가브리엘레 단눈치오가 나타났다. 연극사상에 있어서 단눈치오의 위치는 프랑스의 영향에서 벗어난 본래의 이탈리아연극의 재건으로 굳혀졌다. 따라서 단눈치오의 모방자가 많이 배출되었다. 그 중에서도 루소 디 상 세콘도(1887-1956)는 그 영향 밑에서 등장하여 <인형극>(1918)으로 독자적인 작품을 보여 주었다. <신연극(新演劇)>이란 표제의 단막물 희곡집은 영화의 수법을 받아들인 점에서 독창적이며, 또한 최후의 작품 <프로셀파나의 유괴(誘拐)>(1933-54)는 고대 신화의 어댑테이션으로 성공했다.
한편, 단눈치오 양식에 대한 반항으로서 미래파와 황혼파(黃昏派：Crepuscolarsmo)가 각기 연기면에서도 활약했다. 전자는 Ｆ.Ｔ. 마리네티(1876-1944)를 창시자로 하고, 후자는 Ｆ.Ｍ. 마르티니(1886-1931)를 대표로 하는데, 시극 <우롱(愚弄)의 야식(夜食)>(1900)의 셈 베넬리(1877-1949)가 그 계열에 속한다. 그러나 이탈리아의 작가로서 현대연극에 가장 깊은 영향을 준 것은 피란델로이다.
피란델로와 동기의 작가로서는 부르주아 연극의 제1인자로서 이탈리아의 베른시타인이라 불리는 Ｄ. 니코데미(1874-1934), 이에 대하여 사회에 통용하는 피상적인 가치를 부정하고 명작 <가면과 진짜얼굴>(1913)을 쓴 Ｌ. 캬렐리(1880-1947), 또한 <자기 자신과 만나는 사나이>(1918)로 알려진 그로테스크극의 Ｌ. 안토넬리(1882-1942)를 들 수 있다. 상징적인 작풍(作風)으로서 죽음에 대한 삶의 승리, 과거에 대한 미래의 승리를 주장하는 우고 베티(1892-1953)는 시인으로 출발하여 1927년 <여주인공>으로 극단에 등장했다. <재판소의 부패>(1949)는 형이상학적이고 사회적인 드라마이다.
전후의 세대로서는 거편(巨篇) <로마냐의 여인>(1957)에서 서사극에 관해 브레히트풍(風)의 솜씨를 보인 Ｌ. 스쿠알치나(1922-?), 도덕적인 극과 이데올로기적인 극의 이원성(二元性)을 교묘하게 통일한 <가정의 재판>(1954)의 디에고 팟브리(1911- )가 특히 주목된다. 한편 나폴리에서 나타난 Ｅ. 데 필립포(1900-?)는 코메디아 델 아르테의 근대판이라고도 할 수 있는 단막물 소극(笑劇)을 쓴 배우겸 연출가였는데, 1945년 이후 크게 탈피하여 '신사실주의(新寫實主義)'에 대응하는 문제작 <백만장자의 나폴리>(1945) <공포 제1호>(1950) <사랑스러운 사람> 등을 발표함으로써 나폴리 방언극(方言劇)을 전 유럽적 연극으로 확대시켰다.
제2차 세계대전의 참화(慘禍)에서, 이탈리아의 연극은 이러한 형태로 부흥되고 있으며, 항구적(恒久的)인 극단조직이 상설극장을 획득하는 예를 각지에서 볼 수 있다. 그 대표적인 예는 밀라노의 피콜로 테아트르일 것이다. 또 한편으로는 라틴어에 의한 고대극의 복고적 상연도, 로마를 중심으로 한 고대극장의 유구(遺構)를 이용해서 활발히 행하여진다.

#### 그리스의 현대극
고대극의 상연을 말한다면, 마땅히 그리스 연극 활동을 큰 특징으로 들 수 있다. 유럽 열강 등의 외교정책상의 타협의 산물이라고는 1827년 겨우 터키의 통치에서 벗어나, 독립국 그리스의 탄생 이래, 고대극의 부흥이 국민의식과 연결되었다. 1967년에 발굴된 아테네의 로마시대의 유적 '헤로도스 앗티코스 극장'에서, 이미 소포클레스의 명작 <안티고네>가 상연되었다. 금세기 초기의 연출가 포토스 폴리티스는 옥내의 극장으로 옮겨 근대화에 노력했으나, 주류는 역시 옥외의 공연이며, 1927년에는 고대의 성지인 델포이의 유서 있는 극장에서 시케기아노스 부부(夫婦)의 주창(主唱)에 의해 '델포이 연극제'가 개최되었고, 한편 아테네에서는 1936년 이후 헤로도스 앗티코스 극장에 그리스 국립극단이 정착하였다. 제2차 세계대전과 이어 계속된 내전(內戰)으로 고대 극장에서의 활동은 중단되었으나 1955년부터는 외국인을 유치하는 관광정책에 의해 추진된 '아테네 페스티벌'의 테두리 속에서 아이스킬로스·소포클레스·에우리피데스의 비극과 아리스토파네스의 희극 상연이 채택되었고, 더욱이 유적으로서의 보존도(保存度)가 가장 좋은 에피다우루스의 극장을 사용하여 '에피다우루스'라 칭한 연극제도 거행한 바 있다.
국립극단은 알렉시스 미노티스의 연출 밑에, 카티나 파크시누와 안나 시노디누라는, 각기 전전(戰前)·전후의 세대를 대표하는 두 여배우를 중심으로, 특히 코러스 훈련에 힘을 경주하고, 근대 그리스에 의한 정통적인 고대극에의 복고를 기도하여, 에우리피데스의 <헤카베> <메디아> 등에서 성과를 올리고 있는 데 대하여, 칼로로스 쿤이 이끄는 '예술극장'은 자립극단으로서 전부터 전위적인 연출에 특색을 보였고, 아이스킬로스의 <페르시아인(人)>과 아리스토파네스의 <새>의 상연으로 주목을 끌고 있다. 또한 1957년에 디미트리스 론디리스 밑에서 결성된 '피라이콘 극단'은 고대극의 상연 목록을 쥐고, 해외 순회상연을 전문으로 활동하고 있다.
그러나 이와 같은 복고운동과 병행하여서 근대 그리스어에 의한 창작도 성하다. 이미 터키로부터 독립하기 이전에 Ｊ. 잔베리오스(1787-1856)는 이탈리아의 비극시인 알피에리의 영향 밑에 사극(史劇)을 집필한 바 있는데, 의욕에 불타는 신흥 그리스의 작가군이 19세기에 배출되었다. 이오니아 출신의 안토니오스 마테시스(1794-1856)가, 1829년 실러의 영향을 받아 내놓은 5막의 비극 <바실리코스>는 새로운 고전으로서 오늘날에도 상연되고 있으며, 아테네의 데메트리오스 베르날다키스(1833-1907)는 셰익스피어극에서 배운 <마리아 덱사파트리>(1838)를 발표, 1865년 직업극단에 의해 상연되어 특필할 만한 성공을 거두었다.
한편, 민중적 전통에 뿌리박은 장르로서 1880년경부터 가창부(歌唱部)가 있는 희극이 발생했는데, 데메트리오스 코로미라스(1850-1898)의 <마르라의 운명>이 그 대표작이다. 또한 프랑스풍(風)의 풍속희극이 니콜라스 라스카리스(1868-1945)에 의해 창작되었고, 소극작가 티모스 모라이티니스(1875-1952)도 같은 시기에 활약했다.
금세기에 들어와서는 다음에 열거하는 작가군이 독자적인 활약을 보였으나, 1967년 4월 쿠데타로 성립된 군사정권은 연극을 엄한 통제하에 두고, 작곡가이며 가극 <죽은 형제의 노래>(1963)의 작자인 미키스 테오도라키스(1925-)는 정치운동을 했다는 혐의로 추방되었고, 많은 배우가 반(反)정부적인 언동을 추궁받아 출연금지 처분을 받고 있었다. 작품 내용도 검열을 받아야 했으며, 고대극이라 해도, 예를 들어 아이스킬로스의 <프로메테우스>처럼, 권력에 저항하는 인물을 주제로 한 것은 상연 종목에서 제외되었다. 극평론가 마리오스 프로리티스가 주재하는 연극 전문지 <테스피스>도 발행이 정지되었었다.

##### 그리스 현대극의 작가군
두 대전 사이에 등장한 작가로서는 비시리스 로타스(1889-)의 비극 <남편이 발광한다>(1939)가 있고, Ｐ. 카기아스(1901-?)는 <사랑의 안내>(1939)에서 가벼운 터치로 인생문제를 다룬 바 있다. 그러나 이 시기에 가장 심각한 작품을 쓰고, 현재도 활약하고 있는 것은 알레코스 리도리키스(1907)로서, <위험기>로 극단에 진출했다. 안게로스 텔자키스는 사극에 있어서 양심을 둘러싼 영원의 문제를 추구하여, <미카엘 황제>(1936)나 <십자가와 검(劒)>(1939)을 쓰고, 전후에는 <토마스와 그 두 개의 영혼>(1961)을 내었다. 도스토옙스키의 <백치(白痴)>의 각색으로 알려져 있는 마노리스 스쿨디스(1901-?), 비잔틴 문화에서 착상해 창작을 하고 있는 게오르게 테오토카스(1906-)도 모두 이 세대에 속한다. 희극면에서 활약한 디미트리스 푸사사스는 7백회도 넘는 상연기록을 가진 <트럼프꾼>으로 가장 성공한 작가인데, 그 밖에도 게오르게 로소스(1910-?), 니코스 체크라스(1911-?)가 있다.
- 니코스 카잔차키스

##### 그리스 현대극의 전후
전후의 세대로서는 게오르게 세바스티고그(1917- )가 앞서 말한 칼로로스 쿤의 '예술극장'을 위하여 전위적 경향의 작품인 <콘스탄티노스와 헬레네의 축연>(1942)을 쓰고, 같은 계열에는 알렉시스 솔로모스(1918- )와 니코스 치포로스(1911- )가 있다. 게오르게 차베레스(1916- )의 <달 이야기>(1946)는 이색적인 작품으로서, 비참한 운명 속에 가라앉는 고귀한 영혼을 그리고 있다.
스페인의 로르카극의 영향도 현저하며, 노티이스 페르기아리스(1920- )의 <결혼의 노래>(1949), 이아코스·캄파넬리스(1922- )의 <건초 안에서의 춤>(1956)이 있고, 한편 안티 테아트르의 영향은 1959년에 조직된 '12번째의 커튼'으로 불리는 젊은 극작가 그룹에서 볼 수 있다.

#### 에스파냐의 현대극
'황금세기(黃金世紀)'(시그로 데 오로)의 연극으로, 프랑스를 비롯한 유럽 여러 나라에 깊은 영향을 끼친 에스파냐는, 18세기 이후에는 반대로 영향을 받는 입장이 되었다. 즉 프랑스 고전주의가 세운 연극의 규칙은 레안도르 페르난데스 데 모라틴(1760-1828)에 의해 도입되어, 그 낭만주의의 색채는 호세 에체가라이(1833-1916)에 이르기까지, 분명히 엿볼 수 있다.
19세기 말의 극단의 제1인자이며 약 60편의 작품을 쓰고, 1906년에는 노벨상을 받은 에체가라이의 작품은 그 폭이 매우 넓은 것이다. 수학자에서 정치가가 되어, 장관으로 재직 중에는 익명(匿名)의 첫 작품 <할부장(割符帳)>(1874)을 발표하고 정계에서 은퇴한 이후 본격적으로 극작에 전념했다. 중상(中傷)으로 비극적 결과를 맞는 3각관계를 그린 <무서운 매개(媒介)>(1881)는 그 대표작이라고 할 수 있는데, 낭만파풍의 운명극이 빠지기 쉬운 복잡한 줄거리의 구성상 약점을 벗어나 최종 장면까지 극을 무리없이 전개하여 나가는 강한 필력을 보여주고 있다. <돈 환의 아들>(1891)은 입센의 <유령(幽靈)>을 모방한 작품으로서, 그릇된 의사의 진단으로 절망한 주인공은 태양을 찾아 절규하며 죽어간다. <미친 신(神)>(1900)은 종교적 편집(偏執)을 분석한 문제작이다.
거의 같은 시대에 여러 자작소설을 각색한 벤트 페레스갈도스(1843-1920)가 있다. 수녀원으로 들어가는 처녀를 사랑하는 전기기사(電氣技師)를 주인공으로 한 <엘렉트라>(1901)는 물의를 일으켰으나 그 이후로는 오히려 상징주의적인 작품으로 전환한다.
다음으로 볼 수 있는 현대극의 여러 경향과 병행하여, 고전극 부흥의 움직임은 정부에서도 적극 장려하고 있으며, 로오베 데 베가나 칼데론은 물론, 코르네유의 <르 시드>의 원형인 기롄 데 카스트로의 <엘 시드의 청년시대>의 복고적 상연 등 흥미 깊은 것이 많다.
하신토 베나벤테와 같은 계류(系類)인 알바레스퀸테로 형제(세라핀 1871-1938, 호아퀸 1873-1944)는 안달루시아의 서민생활을 깊은 애정을 가지고 그려냈다. 이들 작품으로는 <중정(中庭)>(1900), <꽃들>(1901), <여호도(女護島)>(1920) 등이 있다. 또 그레고리오 마르티네스셰라(1881-1948)는 승려나 가정부인을 주인공으로 한 작품을 많이 썼는데, 대표작으로는 <요람의 노래>(1911) 등이 있다.
또한 프란시스코 빌랴스페사(1866-1936)는 프랑스 <시라노 드 베르주라크>풍의 작품을 남기고 있다. 그러나 부르주아 연극에 대한 가장 강한 반항은 시인 라몬 델 발레 인클란(1866-1936)에게서 볼 수 있다. 이들 작품은 아주 난해하여 상연하기가 매우 어렵다. 특히 야만극(野蠻劇：코메디아스 바르바라스)에 의해 새로운 비극의 장르를 개척하여, 단순한 공포극(恐怖劇)과는 이질적인 세계를 전개한다. 시극으로서는 <후작부인 로자린다>(1912)가 있으며, 독특한 풍자극도 많다.
미겔 미우라(Miguel Mihura)는 추리극 작가로 <대수롭지 않은 여인>(1953) 등이 있다. 알폰소 파소(1926- )는 하층계급을 묘사하는 사회성을 지닌 작가인데, <남편을 위한 독약>(1953) 등의 추리극도 쓰고 있다. 또한 안토니오 부에로 발레호(1916- )도 사회의 모순 앞에 절망하여, <어느 단계의 이야기>(1949)에서는 20년간에 걸친 한 집안의 역사를 취급했다.
- 하신토 베나벤테
- 에두아르도 마르퀴나
- 아소린
- 미겔 데 우나무노
- 하신토 그라우
- 페데리코 가르시아 로르카
- 라파엘 알베르티
- 알폰소 사스트레

### 북유럽의 현대극
북유럽은 19세기까지만 하여도 덴마크어 문화와 스웨덴어 문화의 지배 밑에 있었다. 북유럽의 몰리에르라고 불리는 루트비히 홀베르크(Ludvig Holberg, 1684-1754)를 제외하고는 북유럽은 주목할 만한 극작가는 없다. 19세기 후반, 그야말로 혜성처럼 나타난 입센과 스트린드베리는 북유럽의 연극의 이름을 세계적으로 떨치게 했으나 그 후에도 또다시 빛을 잃고 있다.

#### 노르웨이의 현대극
홀베르크는 노르웨이 서안의 베르겐에서 태어났다. 코펜하겐에서 활약한 그는 오히려 덴마크의 연극에 속하는데, 대표작 <언덕 위의 옛페>, <에라스무스 몬타누스>는 날카로운 풍자에 가득찬 제1급의 희극이다. 18세기 후반부터 각 도시에 아마추어 극단이 나타나기 시작했고, 19세기에 베르겐에서 극장도 생겼다. 덴마크인의 배우들에게 독점되었던 노르웨이 무대는 올레 불(Ole Bull, 1810-80)이 1850년에 들어와서 연 노르웨이 극장을 얻어 처음으로 노르웨이어에 의한 상연의 길을 터놓기 시작했다. 이 극장에서 입센은 7년간, 비에른스티에르네 비에른손은 2년간의 청년시절을 보냈다.
노르웨이 연극은 입센과 비에른손에서 시작된다고 해도 과언은 아니다. 입센은 네살 아래인 뵈른손으로부터 경제적·예술적 도움을 받았다. 비에른손의 사실적 사회 문제극 <파산>(1875)은 입센의 <사회의 기둥>보다 2년이나 앞서 나온 것이다. <인력 이상(人力以上)>(제1부·1883)은 비외른손의 최고걸작으로 이름높다. 그 뒤에 나온 사실주의 작가로는 군네르 헤이베르크(Gunnar Heiberg, 1857-1929)가 유명하다.
금세기의 노르웨이 무대는 많은 배우들을 낳았는데, 극작은 헬게 크로그(Helge Krog, 1889-1963)와 노르달 그리그(Nordahl Grieg, 1902-1943)로 대표된다. 크로그는 입센 계통의 사실주의 작가로서 <도상(途上)>(1931), <결별(訣別)>(1936) 등이 있다. 그리그는 표현주의로 기울어졌는데, <패배>(1937)는 파리 코뮌에서 제목을 딴 걸작이다. 제2차 세계대전중 나치 점령군에게 지배되었던 노르웨이 극장은, 전후에 다시 활기를 되찾았다. 일련의 새로운 연출법인 '페르귄트' 연출은 유럽 여러 나라에서도 객연(客演)되어 주목을 끌었다. 작가로서는 보르겐(J. Borgen, 1902-?), 베소스(T. Vesaas, 1897-?), 스카게스타(T. Skagestad, 1920- ), 비외르네베(J.Bj rneboe) 등이 주목할 만하다. 한편, 두 종류의 노르웨이 공통어 중 소수세력인 신(新) 노르웨이어는 오슬로의 노르웨이 극장을 본거지로 하여 그 진보성을 자랑하고 있다. 신 노르웨이어의 극작가로서는 가르보르크(A. Garborg, 1863-1953), 뒤운(O. Duun, 1876-1939) 등이 유명하다.

#### 덴마크의 현대극
18세기의 홀베르크에 이어 19세기 초엽의 낭만파를 대표하는 극작가로서는 엘렌실레게르(A. Oehlenschl ger, 1779-1850)가 있다. Ｊ.Ｌ. 헤이베르크(1791-1860)와 함께 그는 청년기의 입센에게 큰 영향을 주었다. 극작면에서는 노르웨이와 스웨덴의 후광을 입고 있던 덴마크도 20세기에 들어와서는 카이 뭉크(Kaj Munk, 1898-1940), 셰르 아벨(Kjeld Abell, 1901-1961)의 주목할 만한 두 작가를 낳았다. 나치에게 학살된 뭉크의 애국적 희곡 <닐스 엣베센>, 헤롯왕(王)의 이야기를 취급한 <이상주의자>는 덴마크 근대극의 대표작이다. 아벨은 반(反)자연주의 작가로서 <안나 소피 헤드비크> <구름 위의 나날> 등을 썼다. 나치 점령기의 저항운동은 아벨의 <시르케보르크>, 피셰르(L. Fischer, 1904-1956)의 <전선(戰線)>, 소야(C. M. Soya, 1896-?)의 전후작(前後作) <후일(後日)에> 등에 반영되어 있다. 1950년 이후의 덴마크 연극은 시극열(詩劇熱)에 덮여 있다.

#### 스웨덴의 현대극
18세기에 들어와 처음으로 직업극단이 생긴 스웨덴 연극은, 올로프 달린(Olof Dalin, 1709-1763)이 그 대표작가이다. 구스타프 3세때, 오페라가 유행하기 시작한 이후, 스웨덴의 연극은 융성의 길을 걷고 있다.
19세기의 낭만적 경향은 무대면에서 매우 현저했다. 1819년에 상연된 <햄릿>, 21년 실러의 <마리아 슈트아르트>가 새로운 시대를 알렸다. 뛰어난 배우가 속출하고, 1853년의 <햄릿>에서 27세로 주역을 맡은 에두아르드 슈바르츠는 내면적인 연기기술의 개척에 큰 공훈을 세웠다.
스웨덴 연극이 세계적으로 유명해진 것은 스트린드베리에 의해서이다. 1880년대에 그와 똑같은 자연주의적 경향을 대표하는 작가로서는 레플레르(A. C. Leffler, 1849-1892)나 베네딕트손(V. Benedictsson)이 있었다. 스트린드베리의 표현주의적 작풍을 계승한 사람은 라게르크비스트(P.F. Lagerkvist, 1891-1974)이다. <천국의 비밀>(1919), <자기의 생명을 되살린 사나이>(1928) 등을 쓴 그는 소설가로서도 유명하여, 1951년에 노벨상을 받았다. 이 밖에 벨그만(H. Belgman, 1883-?), 다게르만(S. Dagerman, 1923-1954) 등도 중요하다. 오늘날 스톡홀름뿐만 아니라, 웁살라, 마르메 등의 도시에서도 연극이 성하며 스웨덴이 북유럽 연극의 중심지가 되었고, 가장 진보적이고 높은 수준에 있다 함은 모두 인정하고 있는 사실이다.

#### 핀란드와 아이슬란드의 현대극
핀란드는 스웨덴어를, 덴마크는 아이슬란드어를 오랫동안 공용어로 사용해왔기 때문에, 자국어 문학의 발전이 늦었다. 핀란드어 극장이 처음으로 생긴 것은 1872년이었다. 또 창성기(創成期)를 대표하는 작가로는 키비(A. Kivi), 칸트 부인(M. Canth)이 있다.
오늘날 인구 4백만의 핀란드가 7천 이상의 아마추어 극단과 많은 극장을 갖고 있다는 것만 보아도 일반인의 연극적 흥미의 깊이를 알 수 있다. 한편 전체의 8-9%의 스웨덴어 인구를 위해, 5개의 스웨덴어 극단이 있으며, 그 중에서도 헬싱키의 스웨덴 극장은 유명하다.
아이슬란드 연극은 19세기 낭만파의 국민시인 요쿰손(M. Jochumsson, 1835-1920)에 의해서 시작된다. 그의 작품 <무법자>는 오늘날에도 되풀이되어 상연되고 있다. 최초의 무대 창립에 공을 세운 에이나르손(I. Einarsson, 1851-1939)에게는 <원단(元旦)의 밤>(1871)이 있다.
1911년 아이슬란드 대학이 설립되고, 1918년에 덴마크로부터 벗어난 다음에는 차츰 자국어의 문학이 일어나 스테판손(D. Stefansson, 1895-1964), 토어다르손(A. Thojarssbon, 1917- ) 등의 극작가가 나왔다. 노벨상을 받은 락스네스(X. Laxoess, 1902-?)의 뛰어난 희곡도 있다. 수도인 레이캬비크의 인구는 5만여 명이며, 2개의 레퍼터리 극장을 갖고 있다.

### 라틴아메리카의 현대극
라틴아메리카 제국의 연극 사정은 나라마다 크게 다르다. 금세기 중엽의 라틴아메리카 연극은 아르헨티나·멕시코·브라질·우루과이·쿠바의 순으로 발달하였고 그 밖의 국가들은 그보다 상당히 떨어진다.
20세기초 영화가 등장하자 라틴아메리카 전반에 걸쳐 연극은 일시적으로 타격을 입었다. 그러나 30년대 이후 극작가들이 19세기 후기 스페인 작가의 모방을 중지하고 유럽이나 뉴욕의 우수한 연극으로부터 기교와 형식을 직접 받아들인 결과 이 때부터 라틴아메리카의 연극은 활기를 되찾기 시작했다.
제2차대전 이후 라틴아메리카 연극계는 아르헨티나의 오스바르드 드라군, 멕시코의 세르지오 마가냐, 브라질의 호르헤데 안도라데와 알리아노 사우스아, 쿠바의 비루히리오 비뉴라, 칠레의 아레한드로 시베킹 등 유능한 작가가 많이 나타났으나 정치정세의 불안정, 검열강화 등에 의해 창조적이고 독자적인 연극을 전개하는 데까지는 이르지 못한 느낌이다.

#### 아르헨티나의 현대극
20세기초 아르헨티나에 국민연극운동이 일어나 크리오죠(유럽에서의 이주민의 자손)와 새로운 이민과의 알력을 그린 작품이 만들어졌다. 이 운동을 통해 일군의 극작가가 탄생했는데, 그 가운데 가장 유명한 것이 우루과이 사람인 프로레치오 산체스(1875-1910)였다. 그의 작품에는 자연주의적인 사회극이 많은데, 희극 분야에서도 활약했다. 부에노스아이레스에는 상업극장이나 실험적인 소극장의 수도 많으며 특히 '데아트로 콜론(콜럼부스좌)'은 전속 가극단, 교향악단, 발레단을 가지고 활발히 움직이고 있다.

#### 멕시코의 현대극
멕시코의 연극은 아르헨티나와 어깨를 겨눌 정도에는 이르지 못하지만 로돌포 우시글리의 <그늘의 왕관>(1947)이나 자비에라 비라우르치아의 <위험한 게임>(1950)을 비롯한 많은 극작가들의 노력에 의해 근래에 와서 눈부신 발전을 보이고 있다.

#### 브라질의 현대극
국가의 강력한 지원을 받고 있는 브라질 연극은 상당히 높은 수준에 이르고 있다. 현대의 저명한 극작가로서는 호라시 카마르고(<신이 너에게 보상하지 않음은>을 1932년에 발표)와 기르에르메 피게레드(<여우와 포도>를 1935년에 발표)를 들 수 있다. 또한 기르에르메 피게레드는 현대 세계 명배우의 한 사람으로 꼽히고 있다.

#### 쿠바의 현대극
쿠바의 연극은 빛나는 역사를 가지고 있으면서도 20세기초에는 심한 불황에 빠졌다. 한때 부포스 쿠바노스(bufos cubanos)란 정치풍자극이 유행한 적도 있었지만 이것도 1920년대에는 쇠퇴하였다. 그러나 30년대에는 작곡가와 극작가에 의한 자르주엘라 쿠바나(zarzuela cubana)라는 일종의 뮤지컬 코미디가 탄생되어 국내뿐 아니라 스페인이나 라틴아메리카 제국에까지 인기가 높았다. 50년대에 와서는 야외극장에서의 발레 공연이나 지방을 순회하는 극단 활동이 활발해졌다. 59년 이후의 쿠바 연극은 카스트로 정권의 정치선전의 도구로 화한 경향이 짙다.

## 같이 보기
- 가브리엘레 단눈치오
- 루이지 피란델로

## 참고 문헌
- 이 문서에는 다음커뮤니케이션(현 카카오)에서 GFDL 또는 CC-SA 라이선스로 배포한 글로벌 세계대백과사전의 내용을 기초로 작성된 글이 포함되어 있습니다.